# Hörkens kyrka
Hörkens kyrka ligger i det tidigare gruvsamhället Hörken i norra delen av Ljusnarsbergs kommun. Den är församlingskyrka i Ljusnarsbergs församling i Västerås stift.

## Bakgrund
År 1888 började gudstjänster hållas i folkskolan och 1896 donerades grundplåten till kyrkan. 1905 kom de första ritningarna, 1909 invigdes sedan en kyrkogård. Först 1915 lades grunden till kyrkan. På grund av första världskriget fördröjdes sedan kyrkobygget ytterligare.

## Kyrkobyggnaden
Kyrkan uppfördes 1924–1925 av byggmästarna F. Adler och Alfred Nilsson från Bånghammar efter ritningar av Rudolf Arborelius, vilka efter hans död 1917 kompletterades i vissa detaljer av Dag Melin. Kyrkan invigdes i december 1925 av biskop Einar Billing.
Byggnaden består av ett långhus med ett smalare och lägre kor i öster samt ett sidoställt torn i sydväst, i nedre delen timrat samman med kyrkan. Det finns utanpåliggande sakristia och förstukvistar samt en församlingssal på södra sidan, som med skjutdörrar kan öppnas upp emot kyrkorummet.
Kyrkan är byggd med tjärade, timrade väggar med synliga knutar. Övre delen av tornet, liksom tak och gavelfält är klädda med spån. Timret och det spånkädda taket var från början troligen obehandlade, men är nu tjärade. Knutar, väggarnas spånklädsel, vindskivor och följare är rödfärgade. Dörrar och fönster är målade i grönt.
Innerväggarna har bilade väggar utan panel. Fönstren är tätspröjsade. Innertaket är högt och har en delvis synlig konstruktion. Triumfbågen har en utsågad fempassform. Även predikstol, korskrank, altarring, bänkar, nummertavlor och läktarbröstning ritades av arkitekten. Under byggnadstiden ändrades dock bänkarnas utformning av Dag Melin, som tog över ansvaret sedan Arborelius hade avlidit. Interiören domineras av omålat timmer. Färg finns främst hos de dämpat blå bänkarna.
Kyrkan har förändrats obetydligt sedan byggnadstiden, till det yttre inte alls.

## Inventarier
- Altartavlan, föreställande Kristus och de fyra evangelisterna, är målad av Jerk Werkmäster
- Glasmålningarna i koret tillkom 1962 och är utförda av Nils-Aron Berge och Folke Heybroek.
- Dopfunten av trä anskaffades 1944.

### Orgel
Orgeln är byggd 1954 av A. Magnusson Orgelbyggeri AB. Den har tolv stämmor fördelade på två manualer och pedal.